# Bağlar, Üzümlü
Bağlar là một xã thuộc huyện Üzümlü, tỉnh Erzincan, Thổ Nhĩ Kỳ. Dân số thời điểm năm 2010 là 97 người.